# 予型
予型（よけい、希: τύπος、羅: typus）は、聖書の解釈法のひとつである予型論的解釈で用いられる概念。旧約聖書における数々の事象（主な例：青銅の蛇）が、新約聖書におけるイエス・キリストおよび教会の予型（予兆・前兆）として記述されていると考える。正教会では預象・予象（よしょう）との語彙が用いられる。アレゴリー（寓意・比喩）とは異なる概念として扱われることが多い。